# Corrado Fossataro
Corrado Fossataro (Santa Maria Capua Vetere, 1863 – S.M.C.V., 1930) è stato un avvocato italiano.
Fu per tre volte sindaco di Santa Maria Capua Vetere, negli anni 1910-1912, 1914 e 1918-1919.

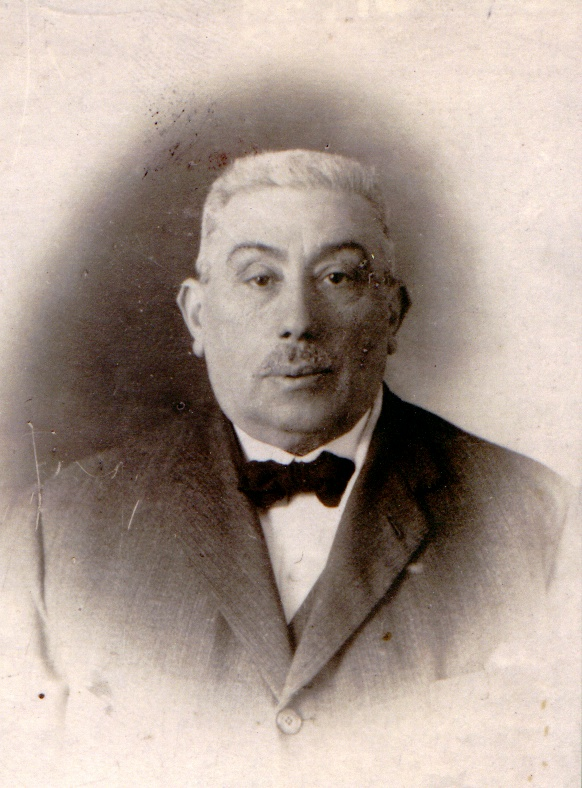
Corrado Fossataro - 1920 circa

## Biografia
Nacque a Santa Maria Capua Vetere da Salvatore, medico, e Maria Grazia Tessitore, casalinga.
Studiò nella città natia diplomandovisi presso il liceo classico "Tommaso di Savoia" nel 1883. Si iscrisse poi alla Facoltà di Giurisprudenza della regia Università di Napoli dove si laureò nel maggio 1888.
Nell'arco della sua carriera coprì per tre volte la carica di sindaco del comune natio in tre frangenti storicamente rilevanti. Fu per la prima volta sindaco per tre anni dal 1910 al 1912, durante la guerra italo-turca. Successivamente fu di nuovo sindaco nel 1914, poco prima dello scoppio della prima guerra mondiale. Fu per la terza volta sindaco dal 1918 al 1919, gli anni della vittoria mutilata.
Morì nel comune nativo nel 1930.
Ebbe quattro figli, Mario, Salvatore, Elisa e Maria.

## Monumenti dedicatigli
Nella città di Santa Maria Capua Vetere gli è stato dedicato l'emiciclo antistante la villa comunale.